# 6955 Ekaterina
6955 Ekaterina eller 1987 SP15 är en asteroid i huvudbältet som upptäcktes den 25 september 1987 av den sovjetisk-ryska astronomen Ljudmila Zjuravljova vid Krims astrofysiska observatorium på Krim. Den är uppkallad efter Katarina II av Ryssland.
Asteroiden har en diameter på ungefär 16 kilometer och den tillhör asteroidgruppen Themis.